# Rosalinda (TV-serie)
Rosalinda är en mexikansk såpopera (från åren 1999), med Thalía, Fernando Carillo och Angélica María i huvudrollerna.

## Rollista (i urval)
- Thalía – Rosalinda Pérez Romero / Rosalinda del Castillo de Altamirano
- Fernando Carrillo – Fernando José Altamirano del Castillo
- Angélica María – Soledad Romero de Del Castillo
- Lupita Ferrer – Valeria Del Castillo de Altamirano

### Fotnoter
Den här artikeln är helt eller delvis baserad på material från engelskspråkiga Wikipedia, tidigare version.